# Филадельфийский международный автосалон

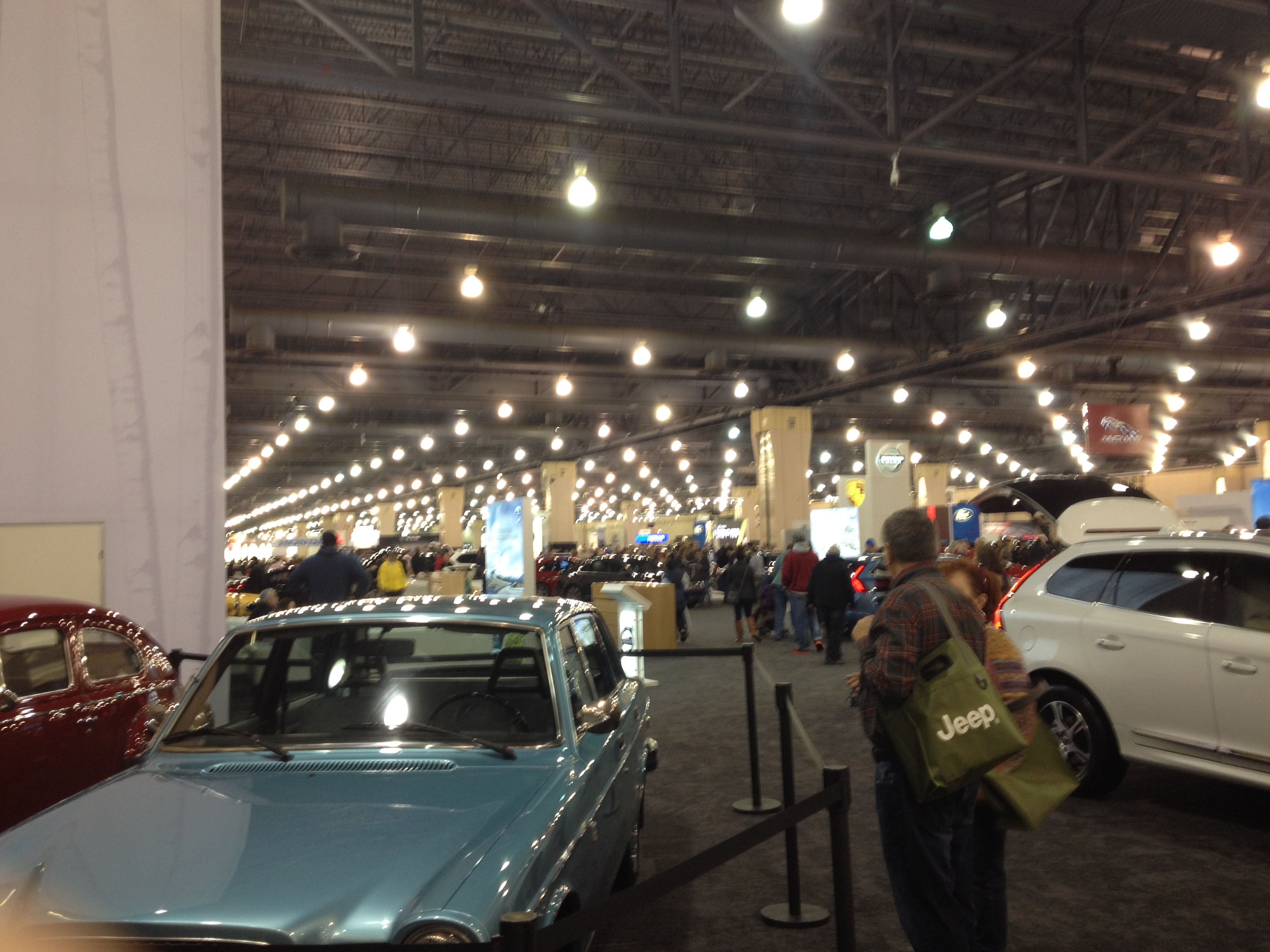
Автосалон 2014 года.

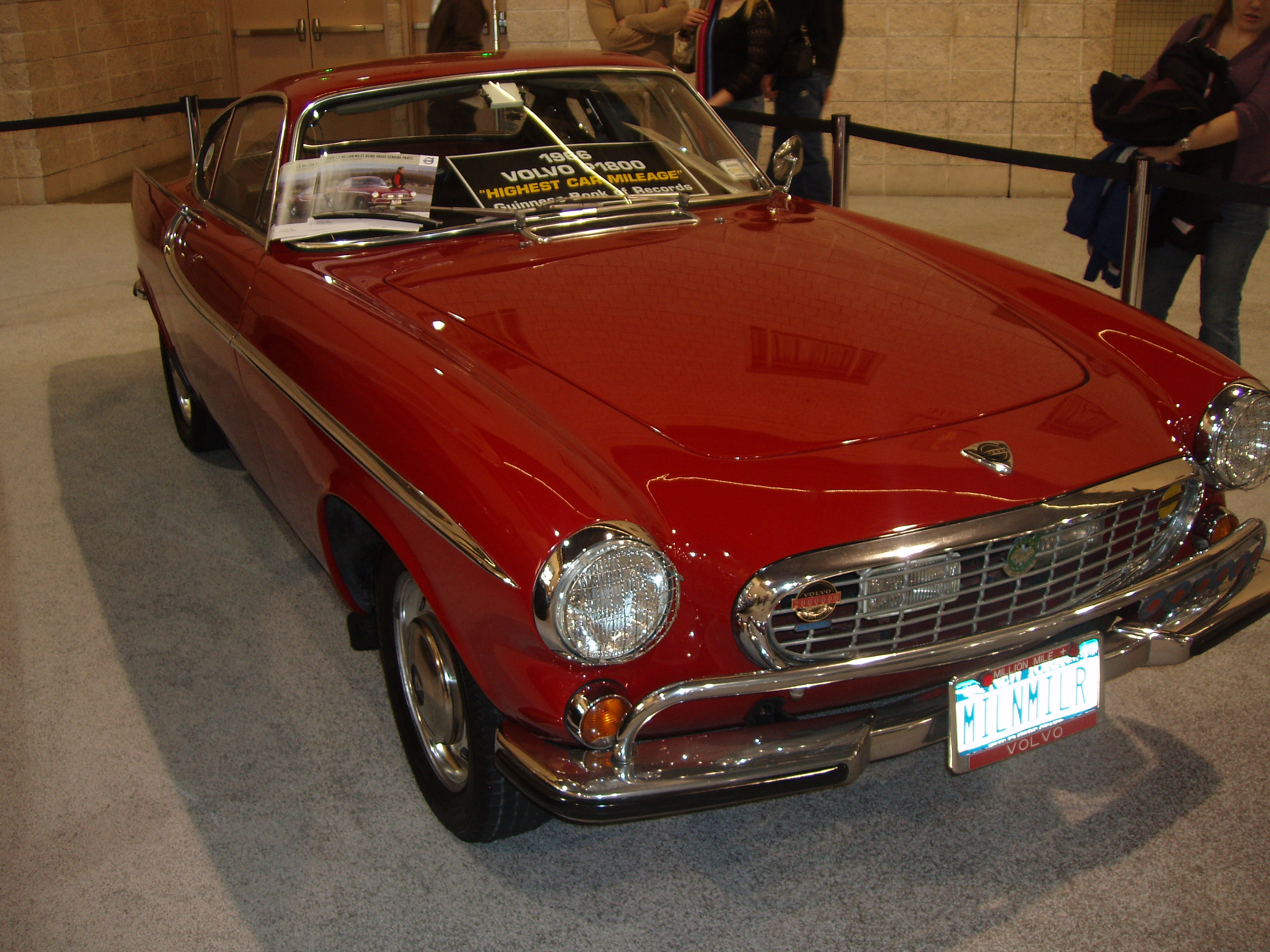
Вольво P1800S (1966), прошедший более 4 миллиона километров, держит мировой рекорд пробега с середины 1990-х годов. Автосалон 2007 года.

Филадельфийский международный автосалон (англ. Philadelphia International Auto Show) — ежегодный автосалон, проходящий в конце января-начале февраля в Филадельфии, (Пенсильвания, США). Был основан в 1902 году. Проходит в Пенсильванском выставочном зале. Автосалон представляет около 700 автомобилей включая новые модели, концепт-модели, экзотические, тюнингованные и антикварные автомобили. Ежегодная посещаемость — около 200 тыс. человек.